# Hassi Bahbah
Hassi Bahbah är en ort i Algeriet.   Den ligger i provinsen Djelfa, i den norra delen av landet, 190 km söder om huvudstaden Alger. Hassi Bahbah ligger 886 meter över havet och antalet invånare är 61 790.
Terrängen runt Hassi Bahbah är huvudsakligen platt, men norrut är den kuperad. Terrängen runt Hassi Bahbah sluttar söderut. Runt Hassi Bahbah är det ganska glesbefolkat, med 31 invånare per kvadratkilometer. Det finns inga andra samhällen i närheten. Omgivningarna runt Hassi Bahbah är i huvudsak ett öppet busklandskap.